# لوريس بوني
لوريس بوني (بالإيطالية: Loris Boni)‏ هو لاعب كرة قدم ومدرب كرة قدم إيطالي في مركز الوسط، ولد في 14 يناير 1953 في Remedello ‏ في إيطاليا. شارك مع منتخب إيطاليا تحت 21 سنة لكرة القدم ومنتخب إيطاليا تحت 23 سنة لكرة القدم. أما مع النوادي، فقد لعب مع نادي بيسكارا ونادي روما ونادي سامبدوريا ونادي فانفولا ونادي كريمونيسي ونادي لنيانو ونادي نوفارا.